# Bell Berghuis
Bell Marlinde Berghuis (* 13. April 1985 in Zürich) ist eine ehemalige niederländische Snowboarderin. Sie startete im Snowboardcross.

## Werdegang
Berghuis nahm im Februar 2007 in Furano erstmals am Snowboard-Weltcup teil, wobei sie den 22. Platz errang. Bei den Snowboard-Weltmeisterschaften 2009 in Gangwon kam sie auf den 25. Platz. In der Saison 2010/11 erreichte sie mit drei Ergebnissen unter den ersten Zehn ihre ersten Top-Zehn-Platzierungen im Weltcup und zum Saisonende mit dem 12. Platz im Snowboardcross-Weltcup ihr bestes Gesamtergebnis. Beim Saisonhöhepunkt, den Snowboard-Weltmeisterschaften 2011 in La Molina, wurde sie Elfte. In der Saison 2012/13 errang sie mit Platz vier in Sotschi ihre beste Platzierung im Weltcup und den 14. Platz im Snowboardcross-Weltcup. Bei den Snowboard-Weltmeisterschaften 2013 im Stoneham fuhr sie auf den 23. Platz. Bei ihrer einzigen Teilnahme an Olympischen Winterspielen im folgenden Jahr in Sotschi belegte sie den 20. Platz. In der Saison 2014/15 kam sie bei den Snowboard-Weltmeisterschaften 2015 am Kreischberg auf den 19. Platz und absolvierte in La Molina ihren 46. und damit letzten Weltcup, welchen sie auf dem 14. Platz beendete.

## Teilnahmen an Weltmeisterschaften und Olympischen Winterspielen

### Olympische Spiele
- 2014 Sotschi: 20. Platz Snowboardcross

### Snowboard-Weltmeisterschaften
- 2009 Gangwon: 25. Platz Snowboardcross
- 2011 La Molina: 11. Platz Snowboardcross
- 2013 Stoneham: 23. Platz Snowboardcross
- 2015 Kreischberg: 19. Platz Snowboardcross

## Weltcup-Gesamtplatzierungen
| Saison  | Gesamt | Gesamt | Snowboardcross | Snowboardcross |
| Saison  | Punkte | Platz  | Punkte         | Platz          |
| ------- | ------ | ------ | -------------- | -------------- |
| 2007/08 | 520    | 95.    | 520            | 30.            |
| 2008/09 | 630    | 85.    | 630            | 27.            |
| 2009/10 | 570    | 89.    | 570            | 27.            |
| 2010/11 | -      | -      | 1340           | 12.            |
| 2011/12 | -      | -      | 820            | 20.            |
| 2012/13 | -      | -      | 1160           | 14.            |
| 2013/14 | -      | -      | 630            | 22.            |
| 2014/15 | -      | -      | 400            | 18.            |